# Смоляніново
Смоляніново — селище міського типу, з 24 листопада 2004 року адміністративний центр  Шкотовського району  Приморського краю.
Відстань до Владивостоку по прямій 45 км, по автодорозі — 73 км.

## Відомі особистості
В поселенні народився:
- Дудкін Олег Миколайович (* 1974) — український державний службовець.